# Умершие в январе 1996 года
Это список известных людей, соответствующих установленным критериям значимости (см. Википедия:Критерии значимости персоналий), умерших в январе 1996 года.
Причина смерти указывается лишь в исключительных случаях (убийство, самоубийство, гибель в результате военных действий, смертная казнь, ДТП или несчастные случаи). В остальных случаях — не указывается.
- 1 января — Конон Чибисов (78) — Герой Советского Союза.
- 1 января — Эли Шехтман — еврейский писатель на идишe.
- 1 января — Сергей Яковлев (70) — актёр театра и кино, народный артист РСФСР.
- 4 января — Михаил Ельяшевич (87) — советский и белорусский физик. Академик Национальной академии наук Беларуси.
- 5 января — Дмитрий Волков (70) — украинский учёный, физик-теоретик.
- 5 января — Иван Чигринов (61) — народный писатель Белоруссии.
- 6 января — Георгий Захаров (87) — летчик-истребитель, Герой Советского Союза.
- 6 января — Ефим Лукьяненко (82) — сельскохозяйственный деятель, Герой Социалистического Труда.
- 6 января — Григорий Симанкин (81) — Герой Советского Союза.
- 6 января — Михаил Степанюк (74) — украинский советский писатель и поэт.
- 7 января — Герман Катков (81) — советский художник.
- 7 января — Григорий Пономаренко (74) — советский композитор, баянист.
- 8 января — Франсуа Миттеран (79) — президент Франции (1981—1995), самый успешный в стране политик-социалист.
- 10 января — Иван Дерюгин (67) — советский пятиборец, олимпийский чемпион 1956 года.
- 11 января — Хикар Барсегян (77) — журналист, доктор исторических наук, профессор, заслуженный деятель культуры Армянской ССР.
- 11 января — Василий Рудых (72) — советский и российский хозяйственный и общественный деятель, краевед, литератор, почётный гражданин города Братска.
- 11 января — Борис Старк — русский миссионер и священник.
- 13 января — Дениз Грей (99) — французская актриса (фильмы «Бум», «Бум 2», и др.)
- 13 января — Александр Карпов (75) — Герой Советского Союза.
- 13 января — Павел (Груздев) (85) — архимандрит Русской православной церкви, старец.
- 13 января — Николай Соболев (74) — Герой Советского Союза.
- 14 января — Валерия Борц (68) — подпольщица Великой Отечественной войны, участница антифашистской организации «Молодая Гвардия».
- 14 января — Каюм Заббаров (75) — Полный кавалер Ордена Славы.
- 14 января — Пётр Шматуха (73) — Герой Советского Союза.
- 15 января — Мошвешве II (57) — король Лесото в 1960—1970, 1970—1987 и 1995—1996 годах; автокатастрофа.
- 15 января — Леонид Сойфертис (84) — народный художник СССР.
- 15 января — Михаил Хмелько (76) — советский и украинский живописец.
- 16 января — Николай Глебов (86) — советский футболист, полузащитник, тренер. Мастер спорта СССР. Заслуженный тренер РСФСР.
- 16 января — Игорь Григорьев (72) — русский поэт, создатель и первый председатель Псковского отделения Союза писателей.
- 16 января — Анатолий Топаллер (84) — Герой Советского Союза.
- 18 января — Эндель Пусэп (86) — советский лётчик, Герой Советского Союза.
- 18 января — Леонор Фини (87) — французская художница.
- 19 января — Георгий Борисов (84) — Герой Советского Союза.
- 20 января — Александр Котцов (83) — Герой Советского Союза.
- 20 января — Владимир Чернявский (71) — советский, впоследствии немецкий математик, логик, информатик.
- 21 января — Всеволод Смирнов (73) — русский советский архитектор, реставратор, художник.
- 21 января — Пётр Федотов (73) — Герой Советского Союза.
- 21 января — Юрий Цейтлин (80) — советский поэт и джазовый музыкант-трубач.
- 21 января — Эдем Эфраим и Деннис Фуллер (по 36 лет) — участники танцевальной поп-группы London Boys; автокатастрофа.
- 22 января — Николай Афонченко (76) — Полный кавалер ордена Славы
- 22 января — Пётр Шелест (87) — советский и украинский партийный и государственный деятель.
- 22 января — Исраэль Эльдад — один из руководителей «Лохамей херут Исраэль» (Лехи).
- 23 января — Михаил Мантуров (78) — Герой Советского Союза.
- 23 января — Геннадий Матвеев (87) — советский и украинский учёный, доктор юридических наук.
- 25 января — Юрий Левитанский (74) — русский поэт и переводчик, мастер лирического и пародийного жанров, лауреат Госпремии России (1995).
- 26 января — Всеволод Санаев (83) — советский актёр театра и кино, народный артист СССР (1969).
- 26 января — Михаил Решетнёв (71) — советский конструктор, академик, руководитель разработок десятков космических систем.
- 26 января — Гарольд Бродки (65) — американский писатель; СПИД.
- 27 января — Вячеслав Лемешев (43) — советский боксер, олимпийский чемпион 1972 года.
- 28 января — Иосиф Бродский (55) — русско-американский поэт, лауреат Нобелевской премии по литературе за 1987 год.
- 29 января — Семён Лунгин (76) — российский драматург, сценарист.